# Otto Fenichel

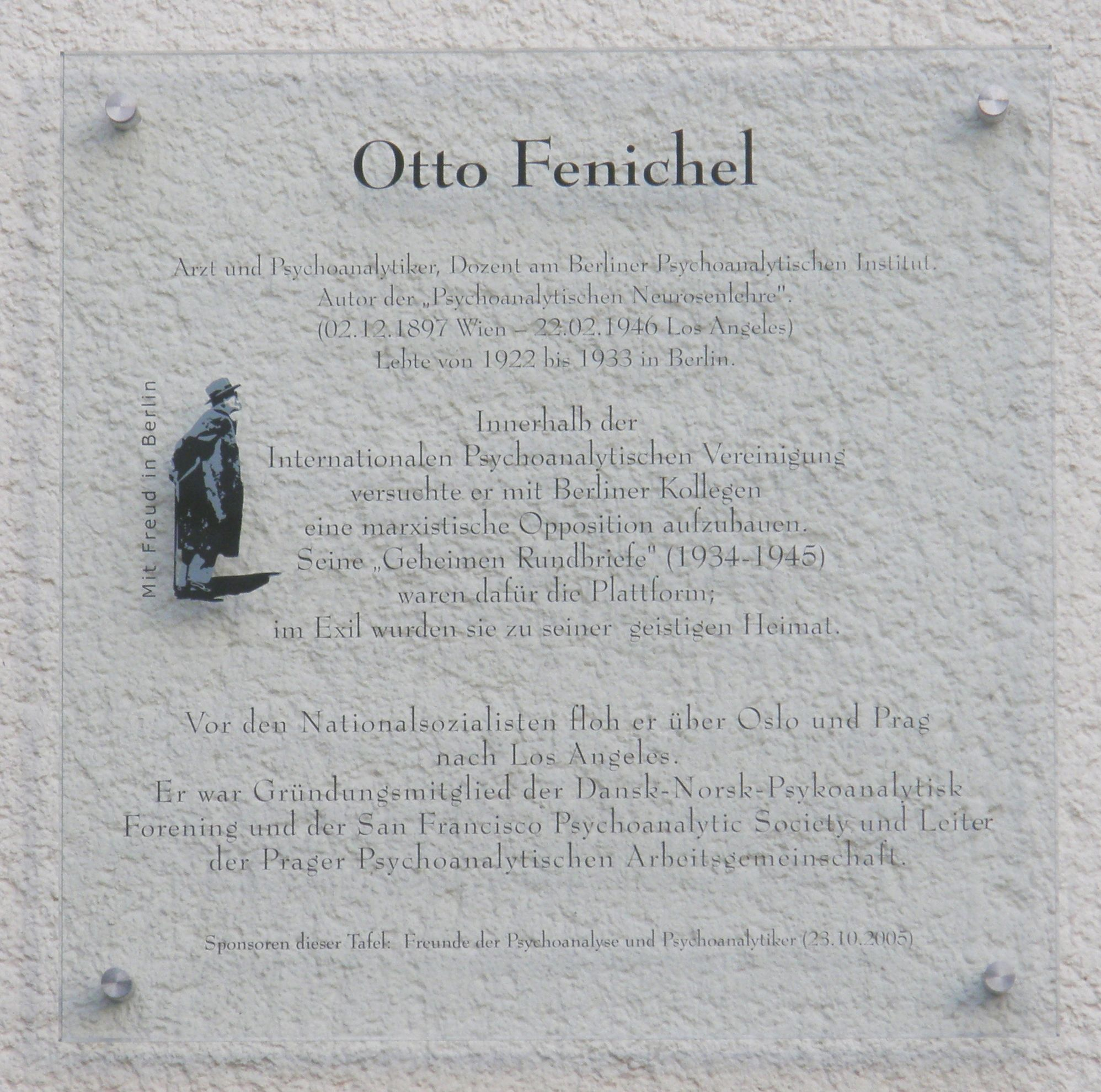
Pamětní deska Otto Fenichela na Württembergische Straße 33 v Berlíně

Otto Fenichel (2. prosince 1897, Vídeň – 22. ledna 1946, Los Angeles) byl rakouský psychoanalytik se silnými inspiracemi v marxismu.

## Život
Roku 1915 začal studovat ve Vídni medicínu a ve stejném roce poznal Sigmunda Freuda (který v tom období přednášel na Vídeňské univerzitě). Psychoanalýzu absolvoval u Paula Federna. Ukončil ji roku 1919 a jako třiadvacetiletý vstoupil do Vídeňské psychoanalytické společnosti.
V roce 1922 se přestěhoval do Berlína, kde se stal členem skupiny levicově orientovaných psychoanalytiků (spolu s Erichem Frommem či Wilhelmem Reichem). Po nástupu nacistů v Německu emigroval do norského Osla. Později se přesunul do Prahy, kde působil v letech 1935-1938. Nakonec odjel do amerického Los Angeles, kde dožil.
Jeho texty se nestaly příliš vlivnými, ale ovlivnily Jacquese Lacana v jeho konceptu Falu. Asi nejcitovanějším Fenichelovým článkem je jeho studie o nudě.